# Національна футбольна ліга (Індія)
Національна футбольна ліга Індії (англ. National Football League) — найвищий футбольний дивізіон в Індії, що існував з 1996 по 2007 рік і мав статус напівпрофесійного, після чого був замінений на професійну І-Лігу.
Протягом одинадцять сезонів чемпіонами Індії ставали шість різних клубів, два з яких, «Мохун Баган» та «Іст Бенгал» — по три рази.

## Історія
Футбол в Індії існував у багатьох формах, оскільки гра вперше з'явилася в країні ще в 19 столітті. Першим вседержавним клубним змаганням став Durand Cup, заснований ще в 1888 році. Однак незважаючи на ранню футбольну історію Індії, перша загальнонаціональна футбольна ліга країни тривалий час не була створена. Фактично Santosh Trophy, що був заснований у 1941 році, був головним футбольним змаганням у країні до початку проведення регулярного чемпіонату.
Лише 1996 року в Індії була створена перша національна ліга, яка отримала назву Національна футбольна ліга. Ліга була розпочата з метою ввести професіаналізм в індійський футбол. Незважаючи на ці амбіції, цього ніколи не було досягнуто, оскільки Національна футбольна ліга постраждала від поганої інфраструктури та непрофесіоналізму від своїх клубів.
Першим загальноіндійським чемпіоном, який визначився у сезоні 1996/97, став клуб Джей-Сі-Ті. В 1997 році був створений Другий дивізіон НФЛ, оскільки футбол в Індії виріс, щоб кинути виклик крикету за звання найпопулярнішого виду спорту в Індії. Між дивізіонами щорічно був обмін двома командами з кожної сторони.
2006 року було додано Третій дивізіон, але проіснував він лише один рік, оскільки сезон 2006/07 став останнім для НФЛ, яка була замінена в 2007 році на І-Лігу, що була зосереджена на повному перетворенні індійського футболу на професійний спорт.

## Чемпіони
Для перегляду списку усіх чемпіонів Гонконгу див. статтю Список чемпіонів Індії з футболу.
| Сезон   | Чемпіон              | 2-е місце       | 3-е місце        |
| ------- | -------------------- | --------------- | ---------------- |
| 1996/97 | Джей-Сі-Ті (1)       | Черчілл Бразерс | Іст Бенгал       |
| 1997/98 | Мохун Баган (1)      | Іст Бенгал      | Салгаокар        |
| 1998/99 | Салгаокар (1)        | Іст Бенгал      | Черчілл Бразерс  |
| 1999/00 | Мохун Баган (2)      | Черчілл Бразерс | Салгаокар        |
| 2000/01 | Іст Бенгал (1)       | Мохун Баган     | Черчілл Бразерс  |
| 2001/02 | Мохун Баган (3)      | Черчілл Бразерс | Васко            |
| 2002/03 | Іст Бенгал (2)       | Салгаокар       | Васко            |
| 2003/04 | Іст Бенгал (3)       | Демпо           | Махіндра Юнайтед |
| 2004/05 | Демпо (1)            | Спортінг (Гоа)  | Іст Бенгал       |
| 2005/06 | Махіндра Юнайтед (1) | Іст Бенгал      | Мохун Баган      |
| 2006/07 | Демпо (2)            | Джей-Сі-Ті      | Махіндра Юнайтед |

### Чемпіони
| Клуб             | Чемпіон                       |
| ---------------- | ----------------------------- |
| Мохун Баган      | 3 (1997/98, 1999/00, 2001/02) |
| «Іст Бенгал»     | 3 (2000/01, 2002/03, 2003/04) |
| Демпо            | 2 (2004/05, 2006/07)          |
| Джей-Сі-Ті       | 1 (1996/97)                   |
| Салгаокар        | 1 (1998/99)                   |
| Махіндра Юнайтед | 1 (2005/06)                   |

## Спонсорство
- 1996-98: Philips
- 1998-01: Coca-Cola
- 2001-02: Tata
- 2002-03: Oil PSU